# Boarmia driophila
Boarmia driophila là một loài bướm đêm trong họ Geometridae.

## Hình ảnh

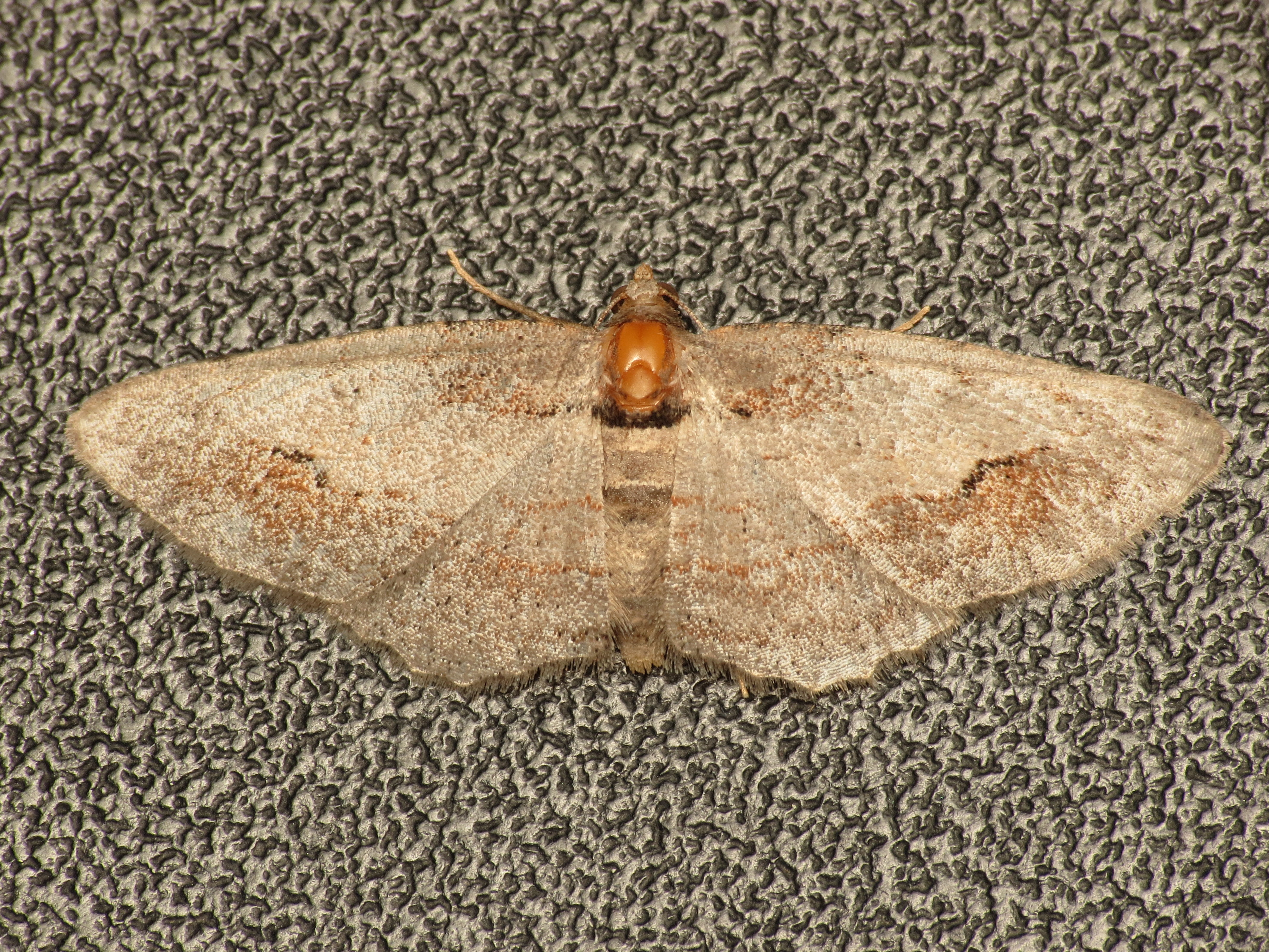
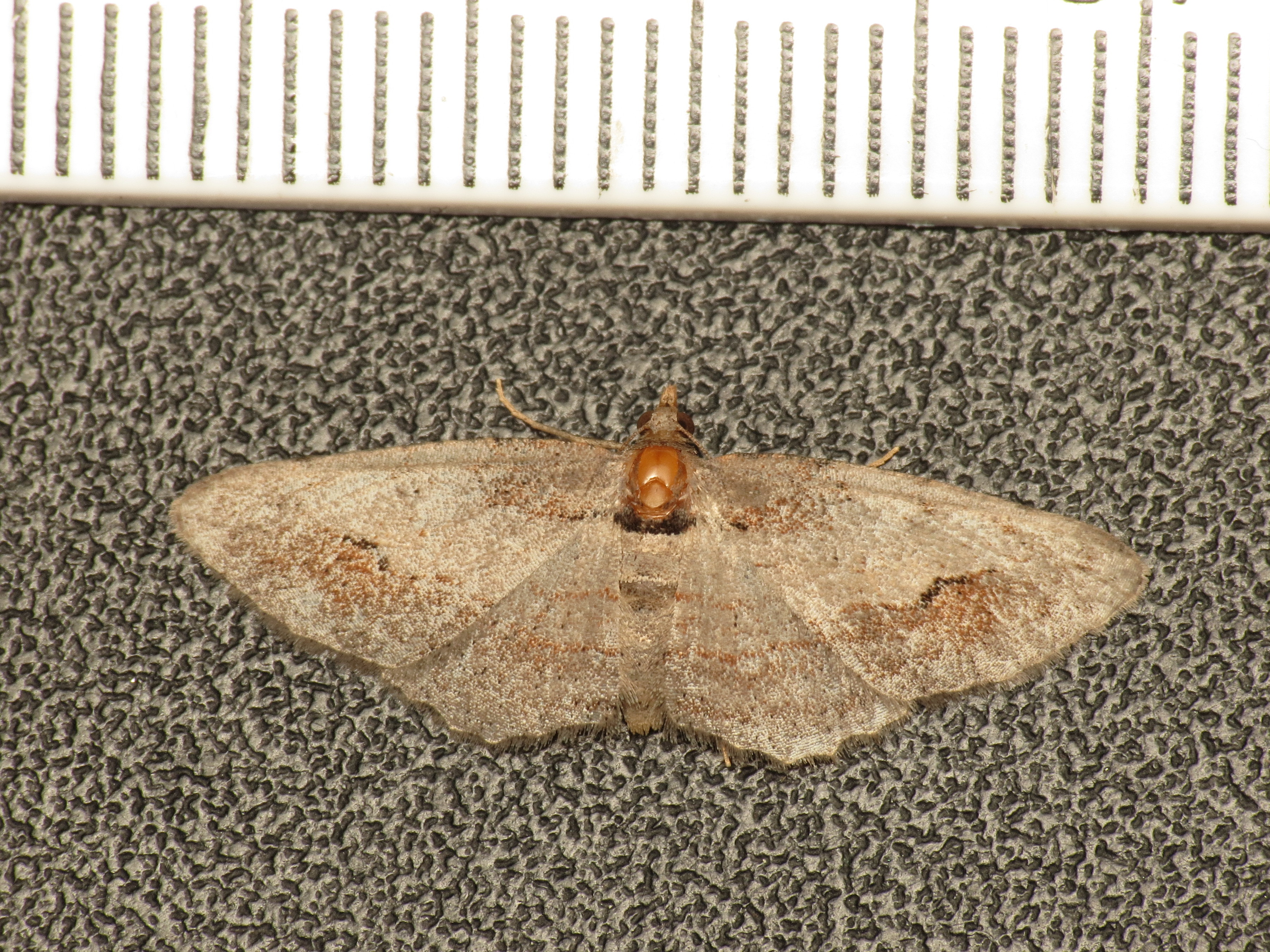
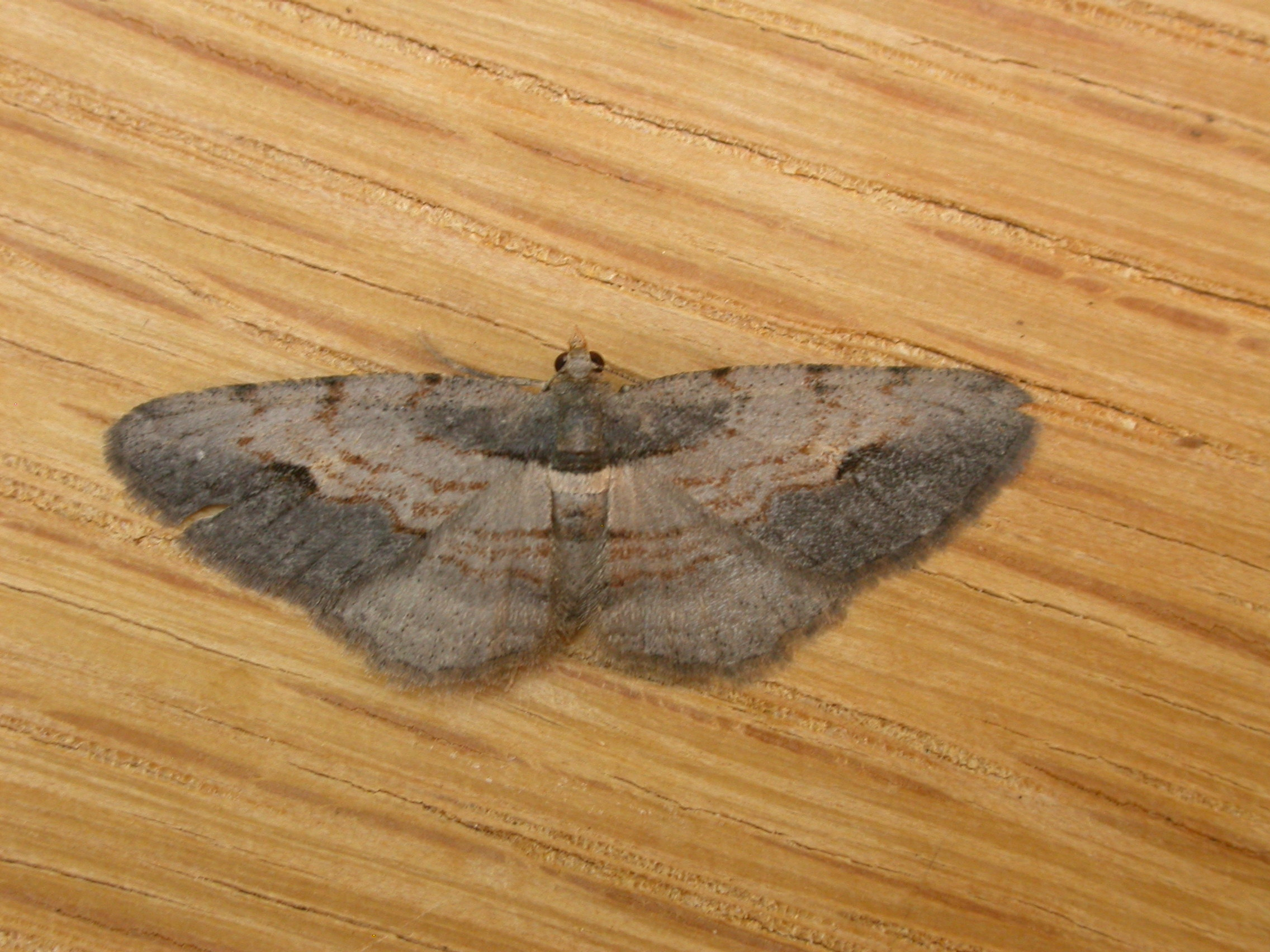